# Yagha
Yagha är en provins i Burkina Faso.   Den ligger i regionen Sahel, i den östra delen av landet, 260 km nordost om huvudstaden Ouagadougou. Antalet invånare är 132 964.
Följande samhällen finns i Yagha:
- Déssé
- Fouga
- Guitanga